# Špar
Za trgovsko družbo glej Spar.
Špar (znanstveno ime Diplodus annularis) je morska riba iz družine šparov, po katerem je družina dobila tudi ime.

## Opis
Špar je najmanjši od vseh rib svoje družine in zraste do 22 cm ter doseže do 37 dekagramov. Po hrbtu je zelenkasto sive barve, ki se na bokih preliva zlatorumeno do srebrno, trebuh pa je srebrno bele barve. Okoli korena repne plavuti ima značilno temnorjavo pego. Običajno živi v manjših jatah in ni posebno izbirčen glede morskega dna, čeprav mu najbolj odgovarjajo peščena in muljasta dna, v katerih živijo majhni vodni nevretenčarji, s katerimi se prehranjuje. Drsti se v poletnih mesecih, ikre in ličinke pa so pelaške.

#### V Kvarnerju
V Kvarnerskem zalivu lahko doseže tudi do 42 cm in do 1,6 kilogramov zaradi vpliva izvirov sladke vode v zalivu Žrnovnica.

## Razširjenost in uporabnost
Špara najdemo vzdolž cele jadranske obale in obal Sredozemskega morja ter vzhodnega Atlantika do 90 metrov globine. 
Kulinarično velja špar za tretjerazredno ribo in je med vsemi vrstami šparov najmanj cenjen. Lovijo ga na trnek, pa tudi v vrše in ribiške mreže.